# Лантан-карбонат
Лантан-карбонат, La2(C O3)3, је со коју чине лантан(III) катјон и карбонатни анјон. То је руда лантана као и моназит.

## У хемији
Лантан-карбонат се користи као почетни материјал у лантанској хемији, понајвише за стварање мешовитих оксида, као и:
- стварање лантан-стронцијум-манганата
- стварање суперпроводнике на високим температурама, као La2-xSrxCuO2.

## У медицини
Лантан-карбонат се користи у медицини као везивач фосфата. Као лек, продаје се као чврста супстанца тривијалног назива фосренол. Преписује се у медицини за третман хиперфосфатемије, примарно код пацијената са хроничном болешћу бубрега. Узима се уз оброке да би се везао за фосфате, спречавајући да се сваре. Користи се и за лечење мачака од исте болести.

## Друге употребе
Лантан-карбонат се још користи за бојење стакла, третман воде или као катализатор у крековању угљоводоника.